# Белорусская грамматика Тарашкевича (1918)

Белорусская грамматика Тарашкевича

«Белорусская грамматика для школ» (бел. Беларуская граматыка для школ) — школьная грамматика белорусского языка, обработанная Б. А. Тарашкевичем (1917—1918) и изданная в Вильно (1918) одновременно в кириллическом и латинском вариантах.
Грамматика несколько раз переиздавалась в Вильно (См: Белорусская грамматика Тарашкевича (1929)), лежала в основе программ преподавания белорусского языка в БССР. Первая жизнеспособная грамматика современного белорусского языка, основа всех дальнейших линий развития белорусской грамматики.

## Основы
В основе грамматики лежали фонетико-грамматические особенности тогдашнего среднебелорусского диалекта, прежде всего, «твёрдое р» и «сильное аканье». В правилах грамматики использовались как морфологический (преимущественно), так и фонетический принципы.
Слова иноязычного происхождения выделялись в отдельную группу. Тарашкевичем было предложено писать гласные и согласные в иноязычной лексике так, как они произносились в языке, из которого были взяты, фактически было принято предпочтительное их написание как в польском языке. Так, на эти слова не были распространены правила аканья, дзеканья и цеканья, часто не смягчались согласные перед гласными, перед б. г. передавался мягкий [л'].
Многие правила в грамматике отсутствовали или были недоработанными, например, нормативы написания сложных слов, некоторых окончаний, фамилий, имен, географических названий, и дорабатывались другими авторами.
Обращая внимание на недостатки грамматики Тарашкевича, братья Лёсики разработали проект её реформы, который был предметом рассмотрения Белорусской академической конференции (1926).

## Оценки
Учебное пособие Тарашкевича учитывало тогдашние достижения в области белорусской филологии (Я. Ф. Карский, А. А. Шахматов и др.), и было положительно принято общественностью.
Однако, в практической работе и в условиях массовой белорусизации грамматика вызвала определённые трудности из-за своей общей сложности и определённых внутренних недостатков; некоторые фонетические и морфологические особенности не получили в книге должного освещения; написание иноязычной лексики продолжало составлять трудности; некоторые правила были искусственными и надуманными, в грамматику был введён ряд архаичных грамматических форм в качестве литературных.
Русское и польское влияние в грамматике Тарашкевича отмечали в своих работах, напр., Я. Лёсик и Ян Станкевич.